# Apamea plutonia
Apamea plutonia är en fjärilsart som beskrevs av Augustus Radcliffe Grote 1883. Apamea plutonia ingår i släktet Apamea och familjen nattflyn. Inga underarter finns listade i Catalogue of Life.